# Come On Over Baby (All I Want Is You)
«Come On Over Baby (All I Want Is You)» es el cuarto sencillo oficial de la cantante estadounidense de pop Christina Aguilera de su álbum homónimo debut Christina Aguilera lanzado en 2000. Es conocido como «Come On Over Baby» o simplemente como «Come On Over». Fue el cuarto video oficial de la carrera de Christina Aguilera, de ser nominado a numerosos premios, ganando algunas indicaciones, entre ellas en la categoría de "Mejor Canción" en ASCAP Pop Music Awards y los Premios BMI en la categoría "Premio a la canción ganadora".
"Come On Over Baby (All I Want Is You)" fue un gran éxito en el continente americano, en Estados Unidos, el sencillo fue muy bien recibido, al igual que en Latinoamérica. El sencillo se convirtió en su tercer número 1 en Billboard Hot 100, donde permaneció en la posición durante cuatro semanas consecutivas y veintiún semanas en el listado. Logró ser certificado de oro en los Estados Unidos por la RIAA por vender más de 500 000 copias en ese país, también logró certificación de oro en Australia y Nueva Zelanda.
Su versión en español titulada «Ven conmigo (Solamente tú)» se incluyó en su primer álbum en español Mi reflejo. Es el primer sencillo de ese álbum y es conocido como "Ven conmigo, baby" o simplemente como "Ven Conmigo". Logró ser un rotundo éxito. El tema llegó a ser número 1 en Billboard Hot Latin Tracks durante una semana y fue nombrada la número 20 más exitosa de la historia en esta categoría.
El vídeo musical fue dirigido por Paul Hunter, el vídeo de "Come On Over Baby (All I Want Is You)" fue un éxito instantáneo, logrando el número 1 en TRL. Presentaba una imagen más sexual de Aguilera, muy diferente de sus sencillos anteriores "What a Girl Wants" y "I Turn to You". El vídeo musical de "Ven Conmigo (Solamente Tú)" fue dirigido por el mismo productor, y es un poco diferente a "Come On Over (All I Want Is You)", aunque algunas escenas son las mismas, Aguilera usa maquillaje más oscuro de los ojos y su lápiz labial es color rosa. En algunas escenas se la ve sentada en un banco rojo en un fondo blanco.
Además Christina Aguilera tiene el récord y la exclusividad de ser la única cantante que con esta canción "Come On Over Baby (All I Want Is You)" y su versión en español "Ven conmigo (Solamente tú)" fue la primera canción en estar en número 1 simultáneamente en Billboard Hot 100 y Hot Latin Tracks respectivamente. La canción ha tenido un impacto en la cultura popular, convirtiéndose en unos de los temas más interpretados en los concursos de canto en América Latina.

## Escritura, grabación y producción
Al igual que su segundo sencillo "What a Girl Wants", el sencillo fue lanzado en una nueva versión, puesto que la versión del álbum no fue vista capaz de ser un gran hit. Dado que el único inicialmente se había producido y escrito por Paul Rein y Johan Aberg, se les dio la primera oportunidad para cambiar la canción. Aguilera y Ron Fair (su mentor) no se quedaron muy complacidos con sus esfuerzos, y se le dio la oportunidad al equipo de producción conocido como Celebrity Status.
Con la nueva producción de Celebrity Status y Ron Fair, "Come On Over (All I Want Is You)" (la versión del álbum) se transformó en "Come On Over Baby (All I Want Is You)" con un pop más orientado al hip hop. La nueva versión se diferenció por letra más sexual, una progresión de acordes para la sección de la canción B-, un puente (la canción original no tiene un puente), un "rap" de Aguilera, una nueva ruptura a mediados de baile canto y voz más poderosa de Aguilera. La canción también cuenta con nuevos elementos limitados de Guy Roche y Shelly Peiken. Aguilera ayudó a escribir la sección de rap, la parte más sexual de la canción (la canción original no cuenta con rap). "Come On Over Baby (All I Want Is You)" fue la primera vez en donde Aguilera contó con cierto control sobre un sencillo.
Más tarde, la canción fue traducida al español, bajo el título "Ven Conmigo (Solamente Tú)" y fue lanzado como tercer sencillo de su álbum en español, Mi reflejo.

### Controversia
Debido al rap adherido (y también una sección en el segundo verso en el que Aguilera trata la sexualidad y las manos de un hombre en su cuerpo), Radio Disney prohibió la canción al principio, como lo había hecho con "Genie in a Bottle" (el primer sencillo del álbum). La versión del álbum original de la canción, "Come On Over (All I Want Is You)", fue autorizada a reproducir una versión editada que eliminara el segundo verso y el rap. Al parecer, la versión editada recibió más éxito que la versión del álbum.[cita requerida]

## Rendimiento en las listas

### América

En Estados Unidos, "Come On Over Baby (All I Want Is You)" y su versión en español "Ven conmigo (Solamente tú)" fue la primera canción en estar en número 1 simultáneamente en Billboard Hot 100 y Hot Latin Tracks.

"Come On Over Baby (All I Want Is You)" fue un gran éxito en el continente americano. En Estados Unidos, fue número 1 en Billboard Hot 100. Esto hizo que Aguilera fuera primera la cantante con más éxitos Top 5 de un mismo álbum desde 1988, cuando Paula Abdul lo logró con su álbum "Forever Your Girl". Aguilera logró su tercera certificación en el país (su segunda de Oro) tras vender más de 500.000 sencillos. También logró llegar a ser número 4 en Billboard Top 40 (lista Pop) y en Billboard Hot 100 Airplay. En el Billboard Adult Contemporary el sencillo llegó únicamente a la posición número 36. En cuanto a Canadá, el sencillo llegó a la posición número 14, siendo el sencillo de su álbum debut con menor posición en la lista, pero siendo aun así un éxito, permaneciendo ocho semanas en ella (una semana más que "I Turn to You", que se posicionó en el número 11). Según Nielsen SoundScan, hasta septiembre de 2012, "Come On Over Baby (All I Want Is You)" vendió 579 000 copias en Estados Unidos, donde se convirtió en el tercer sencillo más vendido de Aguilera en formato material. Mundialmente el sencillo ha vendido 4 millones de copias. En cuanto a su versión en español, también logró ser un rotundo éxito. El tema llegó a ser número 1 en Billboard Hot Latin Tracks.

### Europa
El sencillo tuvo un éxito moderado en las listas europeas, mayor que "I Turn to You" pero no más que "Genie in a Bottle" y "What a Girl Wants", ingresando al Top 40 en la mayoría de ellas. Logró Top 10 en España, Irlanda y el Reino Unido. En España, el sencillo alcanzó la posición número 8, siendo su segundo éxito Top 10 después de "Genie in a Bottle". También fue Top 40 en Alemania, Austria, Francia, Suecia y Suiza, país en donde fue el número 87 en las listas de fin de año. En cuanto a la lista Europea, el sencillo se ubicó en la llegó número 14 y permaneció en la lista durante catorce semanas.

### Oceanía
En Oceanía, el sencillo fue un rotundo éxito. Logró ubicarse en la posición número 9 en las listas de Australia y fue certificado Oro tras vender más de 35.000, siendo el sencillo número 31 más exitoso en el país durante el 2000. En Nueva Zelanda, el sencillo fue un éxito, logrando la posición número 2 al igual que "Genie in a Bottle", pero no fue tan exitoso como el anterior.

## Vídeo musical
Dirigido por Paul Hunter, el vídeo musical comienza con Aguilera hablando por teléfono con su novio, diciéndole que viniera a su casa. Después de que ella cuelga el teléfono, la escena se transforma en una Aguilera llevando un top blanco y pantalón blanco, con rayas rojas en el cabello. En la siguiente escena, Aguilera utiliza un top azul y pantalones azules con blanco de cuadros. Ella está en su dormitorio, cuando de repente ella y sus bailarinas empezar a bailar delante de un fondo blanco. Los bailarines salen para empezar a bailar con las bailarinas. Después de eso, se observa a Aguilera y sus bailarinas en trajes amarillo y verde sobre un fondo amarillo, y entra en la escena en la que Aguilera y su copia de seguridad de los bailarines bailar delante de un fondo blanco. Corta en una escena en la que Aguilera camina por un tramo de escalones en una habitación roja. Sus bailarines comienzan a bailar otra vez, y los bailarines de Aguilera sostienen pedazos de papel que forman un rompecabezas que muestra el rostro de Aguilera.
El vídeo musical de "Come On Over Baby (All I Want Is You) fue un éxito instantáneo, logrando el número 1 en TRL. Presentaba una imagen más sexual de Aguilera, muy diferente de sus singles anteriores, "What a Girl Wants" y "I Turn to You". A diferencia de sus singles anteriores, su cabello y atuendos lucían muy diferentes. El vídeo fue filmado durante el año 2000, y fue el último vídeo musical y sencillo de su álbum debut homónimo, Christina Aguilera. La imagen del sencillo "Come On Over Baby (All I Want Is You)" también fue utilizada para el cover del álbum en español "Mi reflejo" y su primera gira en 2000.
El vídeo musical de "Ven conmigo (Solamente tú)" fue un poco diferente a "Come On Over (All I Want Is You)", aunque algunas escenas son las mismas. En "Ven conmigo (Solamente tú)", Aguilera usa maquillaje más oscuro de los ojos y su lápiz labial es color rosa. En algunas escenas se la ve sentada en un banco rojo en un fondo blanco. Ambos vídeos fueron dirigidos por Paul Hunter.
"Come On Over Baby (All I Want Is You)" fue el cuarto (4.º) video oficial de la carrera de Aguilera.

## Presentaciones en vivo

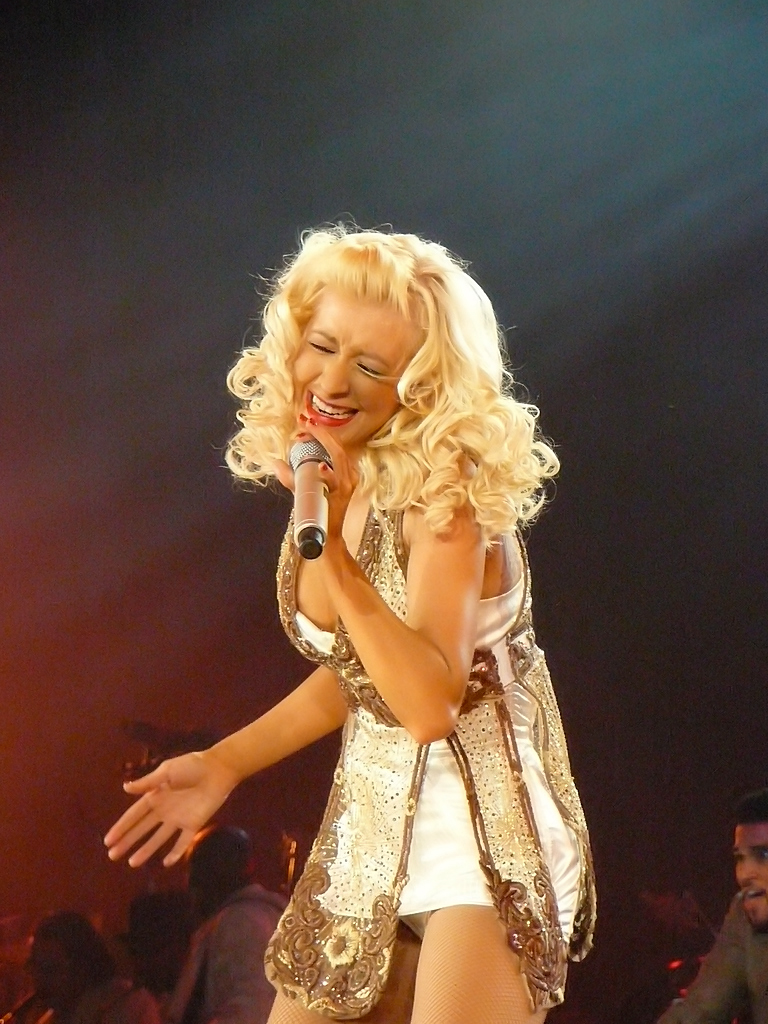
Aguilera interpretando "Come On Over Baby (All I Want Is You)" en el Back to Basics World Tour en una versión jazz.

Aguilera interpretó "Come On Over Baby (All I Want Is You)" en los MTV Video Music Awards 2000. Vestía un llamativo traje ajustado rojo, con rayas negras en el pelo, similar a las rojas que llevaba en su vídeo musical, tacones altos, y una cintura estrecha de color rojo rubí. Al final de la actuación de Aguilera, Fred Durst interpretó la canción de su banda "Livin' It Up" con Aguilera. Después de provocar fuertes reacciones en sus fanes, Durst dijo: "Ya le dije a ustedes antes, lo hice todo por sexo". El rumor murió semanas después, pues Aguilera negó la declaración de Durst, diciendo que Durst no obtuvo su objetivo. En la misma ceremonia, Aguilera y su compañera de infancia, Britney Spears desmentieron los rumores de una rivalidad cuando llegaron al escenario, de la mano, y presentaron a Whitney Houston.

### Presentaciones en Giras
Christina presentó en vivo "Come On Over" en cuatro de sus giras:
- Sears & Levis US Tour (2000): Penúltima canción en cerrar los conciertos de su primera gira.
- Latin American Tour (2001): Toda la canción la canta en su versión en español "Ven conmigo" y en el medio presenta a su bailarines.
- Stripped World Tour (2003): Cantada en una versión acústica con guitarra, cajón y coros.
- Back To Basics World Tour (2006): En todos los conciertos canta en versión jazz, cambiándole el sonido total a la canción.

## Versión en español
Durante 2000, Aguilera versionó la canción original "Come On Over (All I Want Is You)" por una totalmente en español titulada "Ven conmigo (Solamente tú)" conocida simplemente como "Ven conmigo" o "Ven conmigo baby". La canción fue lanzada como sencillo en Estados Unidos, América Latina, España y algunos países europeos. 
La canción logró número 1 en Estados Unidos (chart latino). Además logró múltiple disco de platino en Estados Unidos (RIAA latin). Además Christina Aguilera tiene el récord y la exclusividad de ser la única cantante que con esta canción "Come On Over Baby (All I Want Is You)" y su versión en español "Ven conmigo (Solamente tú)" fue la primera canción en estar en número 1 simultáneamente en Billboard Hot 100 y Hot Latin Tracks respectivamente. La canción ha tenido un impacto en la cultura popular, convirtiéndose en unos de los temas más interpretados en los concursos de canto en América Latina.
El vídeo musical de «Ven conmigo (Solamente tú)» fue dirigido por el productor Paul Hunter. Es un poco diferente a "Come On Over (All I Want Is You)" (vídeo original), aunque algunas escenas son las mismas, Aguilera usa maquillaje más oscuro de los ojos y su lápiz labial es color rosa. Además a diferencia del vídeo original en esta versión Aguilera aparece sentada e un sillón blanco.

## Otras versiones

### Versión en inglés
Desde la serie Kidz Bop, la canción fue interpretada por su segundo álbum Kidz Bop 2.

### Versión en español
La versión en español, se ha convertido en unas de las canciones más interpretadas en los concursos de canto en América Latina. Por ejemplo, la cantante y actriz mexicana Lucero interpretó "Ven conmigo (Solamente tú)" en su concierto junto con su equipo de La Voz... México, el rendimiento fue visto por alrededor de diez mil espectadores. En el programa peruano Yo Soy, la concursante Katherine Vega interpretó la canción personificando Aguilera. Esta versión también fue utilizado para una comercial de Coca-Cola, que se transmite por toda América Latina. Entre otros cantantes en programas como La Academia de la casa productora TV Azteca, X Factor, Yo soy..., etc. la canción ha sido interpretada en varias ocasiones.

## Posicionamiento
Solo muestra la versión en inglés «Come On Over Baby»
| América        |                   |    |    |   |    |  |
| Canadá         | Top 100 Singles   | 45 | 14 | 1 | 8  |  |
| Estados Unidos | Billboard Hot 100 | 57 | 1  | 4 | 21 |  |
| Europa         |                   |    |    |   |    |  |
| Alemania       | Top 100 Singles   | 27 | 23 | 1 | 11 |  |
| Austria        | Top 40 Singles.   | 39 | 35 | 1 | 3  |  |
| Bélgica        | Top 50 Singles.   | 49 | 21 | 1 | 12 |  |
| Francia        | Top 100 Singles.  | 50 | 33 | 1 | 17 |  |
| Irlanda        | Top 50 Singles.   | 9  | 9  | 1 | 10 |  |
| Italia         | Top 50 Singles.   | 38 | 31 | 1 | 4  |  |
| Reino Unido    | Top 75 Singles    | 8  | 8  | 1 | 8  |  |
| Suecia         | Top 60 Singles    | 32 | 23 | 1 | 9  |  |
| Suiza          | Top 100 Singles   | 40 | 21 | 1 | 21 |  |
| Oceanía        |                   |    |    |   |    |  |
| Australia      | Top 50 Singles    | 18 | 9  | 1 | 20 |  |
| Nueva Zelanda  | Top 40 Singles    | 46 | 2  | 2 | 13 |  |

| Predecesor: "Music" de Madonna | Sencillo número uno en Billboard Hot 100 14 de octubre de 2000 | Sucesor: With Arms Wide Open" de Creed |

### Anuales
| América                              |    |
| Estados Unidos Billboard Hot 100     | 38 |
| Estados Unidos Hot 100 Singles Sales | 26 |
| Estados Unidos Hot 100 Airplay       | 48 |
| Europa                               |    |
| Suiza Top 100 Singles                | 87 |
| Oceanía                              |    |
| Australia Top 50 Singles             | 31 |

## Reconocimientos

### Premios
| Año  | Ceremonia             | Categoría | Resultado |
| ---- | --------------------- | --------- | --------- |
| 2002 | ASCAP Pop Music Award | Escritura | Ganó      |
| 2002 | BMI Award             | Escritura | Ganó      |

### Certificaciones
| América        |     |          |
| Estados Unidos | Oro | 500 000+ |
| Oceanía        |     |          |
| Australia      | Oro | 35. 000+ |
| Nueva Zelanda  | Oro | 5000+    |

## Formatos
| CD Single Versión: EE.UU. |                                         |                              |       |
| 1                         | "Come On Over Baby (All I Want Is You)" | Versión de radio             | 03:23 |
| 2                         | "Come On Over Baby (All I Want Is You)" | Versión de radio alternativa | 03:23 |
| 3                         | "Come On Over Baby (All I Want Is You)" | Versión del video            | 03:40 |
| 4                         | "Come On Over Baby (All I Want Is You)" | Call Out Hook #1             | 00:12 |
| 5                         | "Come On Over Baby (All I Want Is You)" | Call Out Hook #2             | 00:12 |

| CD Maxi Versión: EE.UU. |                                         |                     |       |
| 1                       | "Come On Over Baby (All I Want Is You)" | Versión de video    | 03:40 |
| 2                       | "Come On Over Baby (All I Want Is You)" | Blacksmith Club Mix | 05:42 |
| 3                       | "Come On Over Baby (All I Want Is You)" | Sunship Vocal Mix   | 04:28 |
| 4                       | "Come On Over (All I Want Is You)"      | Versión álbum       | 03:08 |
| 5                       | "Come On Over Baby (All I Want Is You)" | CD-Rom Video        |       |

| Vynil 12 Versión: UK |                                         |                     |       |
| 1                    | "Come On Over Baby (All I Want Is You)" | Blacksmith Club Mix | 05:42 |
| 2                    | "Come On Over Baby (All I Want Is You)" | Blacksmith R&B Rub  | 05:08 |
| 3                    | "Come On Over Baby (All I Want Is You)" | Sunship Vocal Mix   | 04:28 |
| 4                    | "Come On Over Baby (All I Want Is You)" | Sunship Dub         | 04:28 |

| CD Single Versión: Australia |                                         |                        |       |
| 1                            | "Come On Over Baby (All I Want Is You)" | Versión de radio       | 03:23 |
| 2                            | "Ven conmigo (Solamente tú)"            | Versión en español     | 05:08 |
| 3                            | "I Turn to You"                         | Cutfeather & Joe Remix | 04:07 |